# Malta Files
Malta Files è il nome dello scandalo finanziario scoppiato a maggio 2017 che ha reso pubblici centinaia di migliaia di documenti ufficiali che hanno rilevato nel dettaglio l'organizzazione dei processi di evasione fiscali all'interno dell'Unione europea.
Malta avrebbe usato la sua appartenenza all'Unione Europea per tassare grandi gruppi industriali e ricchi clienti privati, in modo che possano evitare la pressione fiscale dei loro paesi.
L'indagine è stata coordinata dalla European Investigative Collaborations e condotta da 49 giornalisti e 13 quotidiani che hanno investigato sul caso a partire da luglio 2016 tra cui il tedesco Der Spiegel, lo spagnolo El Mundo, il portoghese Expresso, l'italiano L'Espresso, il belga Le Soir, il maltese Malta Today, il francese Mediapart, il croato Nacional, il serbo Newsweek Serbia, l'olandese NRC, lo svedese Dagens Nyheter, il danese Politiken, il rumeno The Black Sea e l'inglese The Intercept.
Alla fine di aprile 2017, la regione del Nord Reno-Vestfalia ha iniziato a indagare sulle società fantasma (dalle 1200 a 2000) collegate a gruppi tedeschi Il 10 maggio 2017, il Ministro delle Finanze del lander tedesco Norbert Walter-Borjans, ha annunciato pubblicamente la caccia per le società di copertura maltesi.

## Conseguenze
Indagini e richieste di informazioni sono state formulate dalle autorità dipendenti della Commissione europea in seguito alle rivelazioni dei file di Malta.